# シリア社会民族党

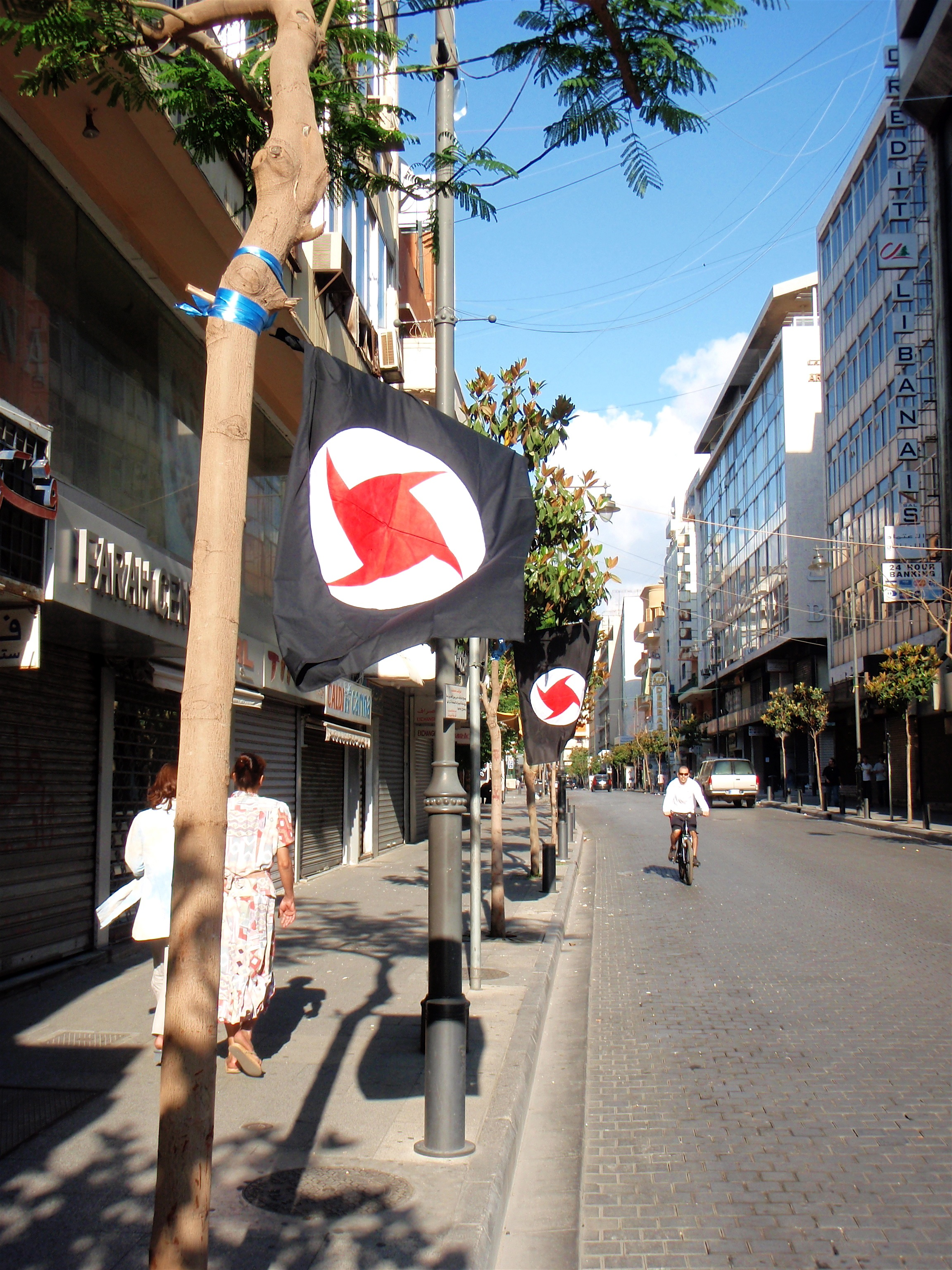
2008年のレバノンの武力衝突期間の3月9日にベイルートで掲げられたSSNPの旗

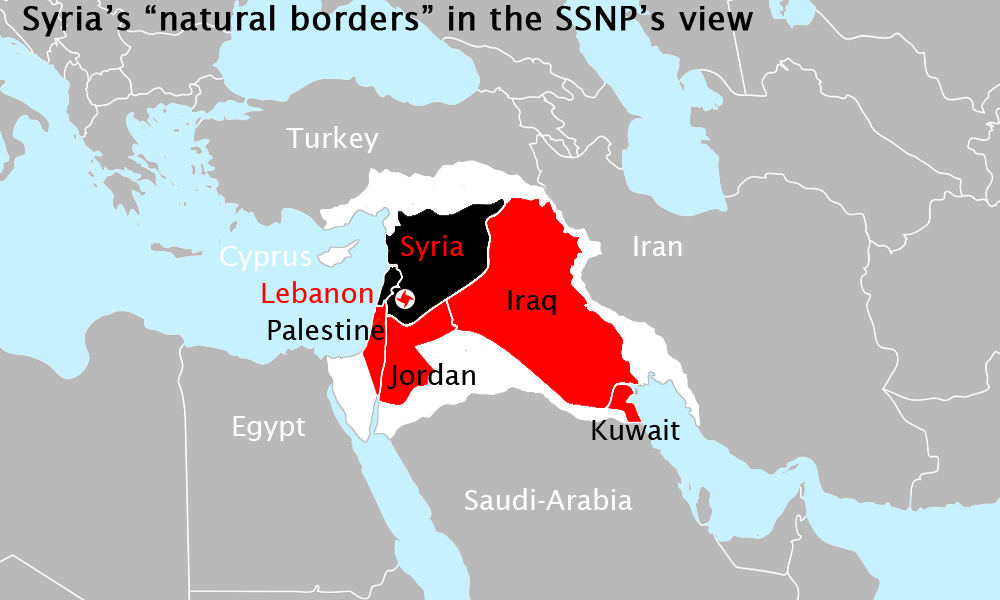
大シリア

シリア社会民族党（シリアしゃかいみんぞくとう、アラビア語: الحزب السوري القومي الاجتماعي、ラテン文字転写：al-Ḥizb as-Sūrī al-Qawmī al-'Ijtimāʕī、フランス語: Parti Populaire Syrien, Parti Social Nationaliste Syrien、英語: Syrian Social Nationalist Party、SSNP）は、シリアやレバノンなどの世俗主義のナショナリストの政党。
SSNPは、現在のシリア・レバノン・イラク・ヨルダン・パレスチナ・キプロス・クウェート・シナイ半島・トルコ南部・イラン北部などを含む、肥沃な三日月地帯に跨る「大シリア」の民族国家を建設すると主張している（大シリア主義）。シリアでバアス党に次いで大きい政治的集団で、構成員は10万名を超える。党員の多くがシリア・レバノンの東方正教徒とされ、世俗主義の姿勢を取る事からイスラム教の党員も存在する。
SSNPは1932年にベイルートでアントゥーン・サアーデ (en)によって創立され、特に1949年と1961年の政変を含め、レバノンの政治で大きな役割を演じた。1982年からのレバノンのイスラエルによる占領に対する抵抗活動は現在も継続しており、アマルやヒズボラと共に抵抗開発ブロックである3月8日同盟(en:March 8 Alliance)に参加している。
シリアでは、SSNPは1950年代に主要な政治的勢力となったが、1955年にシリア社会民族党員がアドナーン・アル＝マーリキーを暗殺したことは水面下で連携を模索していたシリア共産党とバアス党に口実を与え、徹底的に弾圧された。しかし組織は残り、2005年にバッシャール・アル＝アサド政権で合法化されてバアス党が指導する国民進歩戦線(en:National Progressive Front)に入った。
シリアにおいて同党は、イサーム・マハーイリー派（6議席）とインティファーダ派（2議席）に分かれており内、インティファーダ派が2012年に国民進歩戦線を離脱、変革と解放のための人民戦線に参加した。ただし、インティファーダ派は代表のアリー・ハイダル氏が2012年以降も国民和解担当国務大臣を担当するなどバアス党とも協働している他、2014年にインティファーダ派は変革と解放のための人民戦線を離脱した。また、シリア内戦においてシリア社会民族党の民兵組織はシリア政府軍に与して反体制武装勢力と戦闘を行っており、2024年のアサド政権崩壊後は暫定政府からシリア共産党など国民進歩戦線の他の加盟政党とともに活動を禁止された。